# Ліхтарна акула гладенька
Ліхтарна акула гладенька (Etmopterus pusillus) — акула з роду Ліхтарна акула родини Ліхтарні акули. Інша назва «вороняча акула».

## Опис
Загальна довжина досягає 50 см. Голова відносно велика, з подовженим рилом. Очі великі, овальні, здатні світитися в темряві. Є 22-31 зубних рядків у верхній щелепі і 30-53 зубних рядків у нижній щелепі. Зуби верхньої щелепи вузькі, мають з боків крихітні додаткові вершинки. На нижній щелепі зуби утворюють суцільну ріжучу кромку. Зяброві щілини довгі. Струнке тіло здається гладеньким через дрібну луску. На спинних плавцях є колючки. Задній спинний плавець помітно більше переднього. Черевні плавці невеликі та мають кутоподібну форму. Хвостовий плавець короткий і широкий, з добре розвиненою нижньою лопатю і черевною виїмкою біля кінчика верхньої лопаті.
Забарвлення рівномірне темно-коричневе, з невеликою чорною плямою над основою черевних плавників.

## Спосіб життя
Трапляється на глибині 250—1000 метрів і більше. Росте доволі помірно. Це донна риба. Живиться дрібною рибою, кальмарами, личинками тварин та ікрою риб.
Статева зрілість у самців настає при довжині 31-39 см, самиць — 38-47 см. Це яйцеживородна акула. Самиця народжує до 10 акуленят.
Середня тривалість життя — 14-17 років. В Японії та Африці є об'єктом промислового вилову.

## Розповсюдження
Поширена в Атлантичному (від Мексиканської затоки до Аргентини; Португалії до ПАР), західній частині Індійського (ПАР, Мозамбік), у західній частині Тихого океанів (Східно-Китайське, Японське море, узбережжя Гаваїв, Австралії, Нової Зеландії).